# Спейсайд (долина)
Спе́йсайд (англ. Speyside) — долина реки Спей, известная самыми знаменитыми в мире винокурнями, производящими виски. По этой части Шотландии протекают реки Финдхорн, Лосси и Спей, самая длинная река Шотландии.
Основные центры производства виски — города Элгин, Ротес, Даффтаун и Кит. Из Спейсайда происходят известные марки односолодового виски — Macallan, Glenlivet, Glenfiddich. Также известностью пользуется винокурня Balvenie.